# Paul Baelde
Paul Joseph Constant Baelde (Antwerpen, 7 februari 1878 - Antwerpen, 22 september 1953) was een Belgisch advocaat en politicus voor de Liberale Partij.

## Levensloop
Paul Baelde behaalde zijn diploma van doctor in de rechten aan de ULB (1900). Hij werd beroepshalve advocaat.
In 1912 werd hij voor de liberale partij gemeenteraadslid van Antwerpen, wat hij bleef tot in 1938. Van december 1918 tot juli 1921 en van januari 1933 tot einde 1938 was hij schepen van Antwerpen. Hij behoorde tot de anti-flamingantische strekking van zijn partij.
In december 1928 werd hij bij tussentijdse verkiezingen tot volksvertegenwoordiger voor het arrondissement Antwerpen verkozen. Het ging om spannende verkiezingen. Na de dood van het liberaal parlementslid Richard Kreglinger moest een tussentijdse verkiezing worden gehouden. De liberalen dienden de kandidatuur van Paul Baelde in. De andere traditionele partijen stelden geen kandidaat voor, maar het Vlaamsche Front diende de kandidatuur in van de veroordeelde August Borms. Deze haalde het, vanuit de gevangenis, met 83.058 voorkeurstemmen tegen 44.410 stemmen voor Baelde. De verkiezing van Borms, die van zijn burgerrechten beroofd was, werd onvermijdelijk door de Kamer ongeldig verklaard. Hierdoor was het Baelde die zijn intrede in de Kamer deed. Hij bleef als volksvertegenwoordiger zetelen tot in 1936, waar hij zich onder andere inzette voor de belangen van de haven van Antwerpen.
Baelde ligt begraven op het Schoonselhof.